# مارک هیرشی
مارک هیرشی (انگلیسی: Marc Hirschi؛ زادهٔ ۲۴ اوت ۱۹۹۸ ‏(۲۶ سال)) دوچرخه‌سوار اهل سوئیس است.
از باشگاه‌هایی که در آن بازی کرده‌است می‌توان به تیم سانوب و تیم یوای‌ئی امارات اشاره کرد.
وی در مسابقات کشوری و بین‌المللی در مجموع برندهٔ ۳ مدال طلا، ۱ مدال نقره، ۲ مدال برنز شده‌است.